# Benigno Bossi (Künstler)
Benigno Bossi (* 31. Juli 1727 in Porto Ceresio am Luganersee in Italien; † 4. November 1792 in Parma, Italien) war ein italienischer Kupferstecher, Maler und Stuckateur.

## Leben
Bossi beabsichtigte bei dem Maler Pompeo Batoni Malerei zu erlernen. Dessen Tod verhinderte dies und Bossi musste sich aus Geldmangel anderen Möglichkeiten des Broterwerbs zuwenden. Er folgte den Ratschlägen von Anton Raphael Mengs und Christian Wilhelm Ernst Dietrich, sich mit dem Kupferstechen zu befassen und verbrachte einige Jahre in Deutschland, zuerst in Nürnberg. Danach lebte er bis zum Beginn des Siebenjährigen Krieges in Dresden. Er kehrte über Mailand 1760 nach Italien zurück. Dort wurde er von den Herzögen von Parma für viele Aufträge ausgewählt und starb in der Stadt Parma am 4. November 1792.

## Wirken und Werke
Bossi wandte für sein grafisches Werk die Techniken der Radierung, der Aquatinta, sowie das neue Kreideverfahren des französischen Kupferstechers Gilles Demarteau an.
Bossis Gemälde in einem Stil zwischen Barock und Klassizismus befinden sich in Kirchen in Parma und der Umgebung und in herzöglichen Schlössern.
In zwei Stadtpalästen der Herzöge befinden sich berühmte Stuckarbeiten Bossis. Die Sala degli Ucelli im Palazzo del Giardino in Parma hat er mit einer Kassettendecke versehen, auf der mehr als 250 Einzeldarstellungen von Vögeln aus Stuck zu sehen sind. Weitere Stuckarbeiten befinden sich im Palazzo di Riserva in Parma.